# Turmhügel Oberunsbach
Der Turmhügel Oberunsbach bezeichnet eine abgegangene Höhenburg vom Typus einer Turmhügelburg (Motte) 280 m nordöstlich der Kirche St. Johannes Baptist in Oberunsbach, einem Gemeindeteil des niederbayerischen Marktes Essenbach im Landkreis Landshut. Die Anlage wird als Bodendenkmal unter der Aktennummer D-2-7339-0172 als „Turmhügel des Mittelalters“ geführt.

## Beschreibung
Der Turmhügel Oberunsbach liegt an einem Hang zum Unsbacher Graben. Es ist ein steil geböschter Kegel, der durch allseitige Ausgrabungen aus dem Hang herausgelöst wurde. Diese Abgrabungen vereinigen sich talabwärts nach Süden zu einer hohlwegartigen Rinne. Das Areal des Turmhügels ist heute von Wald bedeckt.